# Ouled Malah
Ouled Malah (em árabe: أوالد مع اللّه) é uma cidade e comuna localizada na província de Mostaganem, Argélia. De acordo com o censo de 2008, a população total da cidade era de 9 576 habitantes.